# St. Calixtus (Mailling)

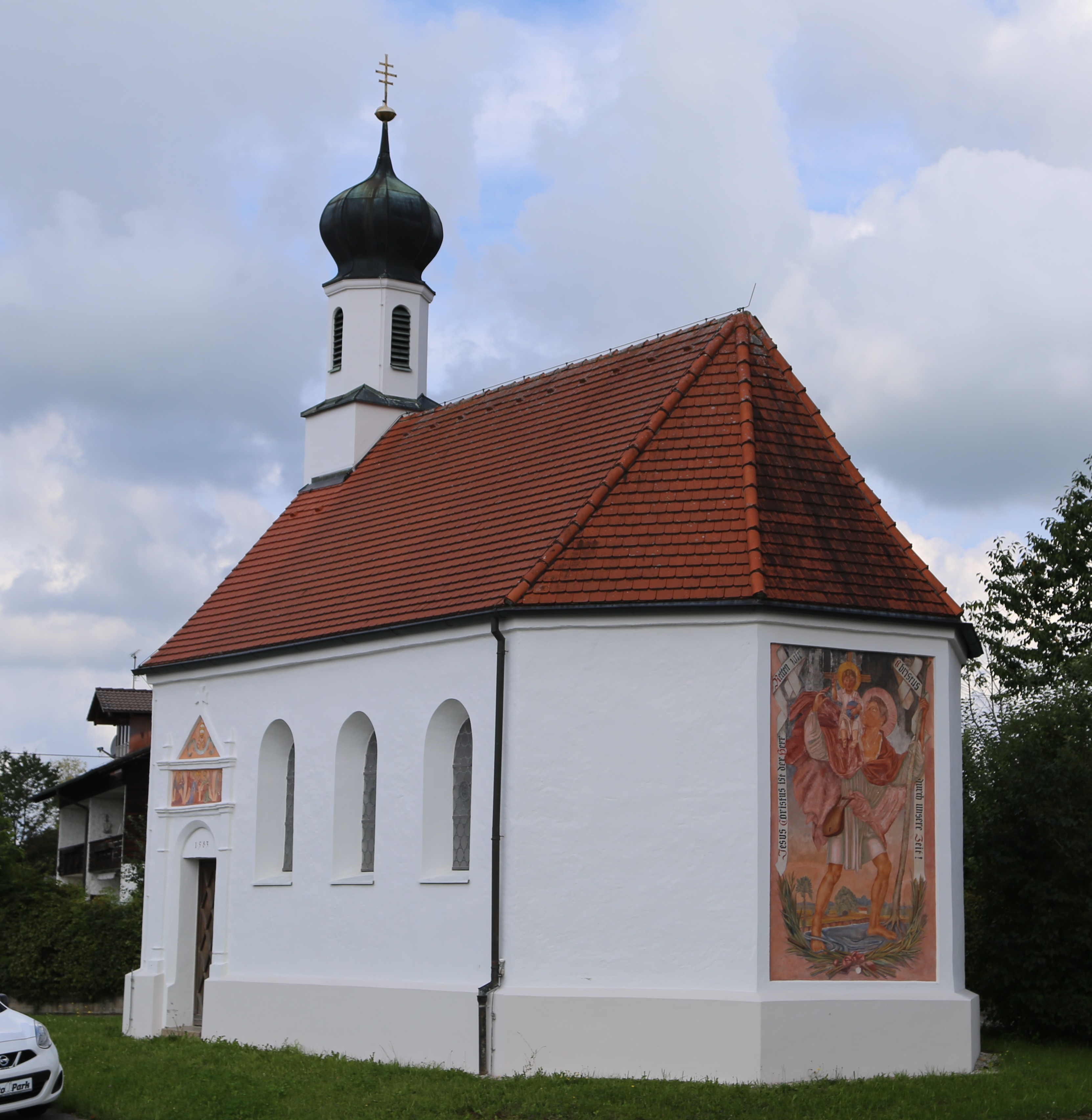
St. Calixtus in Mailling

Die römisch-katholische Kapelle St. Calixtus steht in Mailling, einem Gemeindeteil von Tuntenhausen im oberbayerischen Landkreis Rosenheim. Das Bauwerk ist in der Liste der Baudenkmäler in Tuntenhausen unter der Nr. D-1-87-179-46 eingetragen. Die Kapelle gehört zum Erzbistum München und Freising. Sie wird als Nebenkirche der Pfarrei Mariä Himmelfahrt in Schönau geführt.

## Beschreibung
Die Saalkirche wurde 1583 durch das Kloster Beyharting erbaut. Ihr Langhaus zu vier Jochen ist im Osten dreiseitig abgeschlossen. Auf dem Satteldach des Langhauses erhebt sich im Westen ein quadratischer Dachreiter mit Zwiebelhaube, in dessen achteckiges Obergeschoss der Glockenstuhl eingebaut ist. Das große Christophorus-Fresko an der Außenseite des Chorschlusses wurde 1952 von Franz Klemmer gemalt.
Der Innenraum ist mit einem Stichkappengewölbe überspannt. Der von den Skulpturen (von 1480) des  Papstes Calixtus und des Apostels Andreas flankierte bläulich gefasste Hochaltar entstand im Jahr 1585 am Übergang von der Hochrenaissance zum Manierismus. Das zentrale Feld des Altarretabels ist als Hochrelief ausgebildet und zeigt die Krönung Mariens. Als Schöpfer des rechts im Chor vor der ersten Kirchenbank stehenden Vortragekreuzes wird der Bildhauer Joseph Götsch vermutet.